# Cohetzala
Cohetzala är en kommun i Mexiko.   Den ligger i delstaten Puebla, i den sydöstra delen av landet, 140 km söder om huvudstaden Mexico City.
Följande samhällen finns i Cohetzala:
- Santa Mónica